# Vytautas-Magnus-Universitätsbibliothek

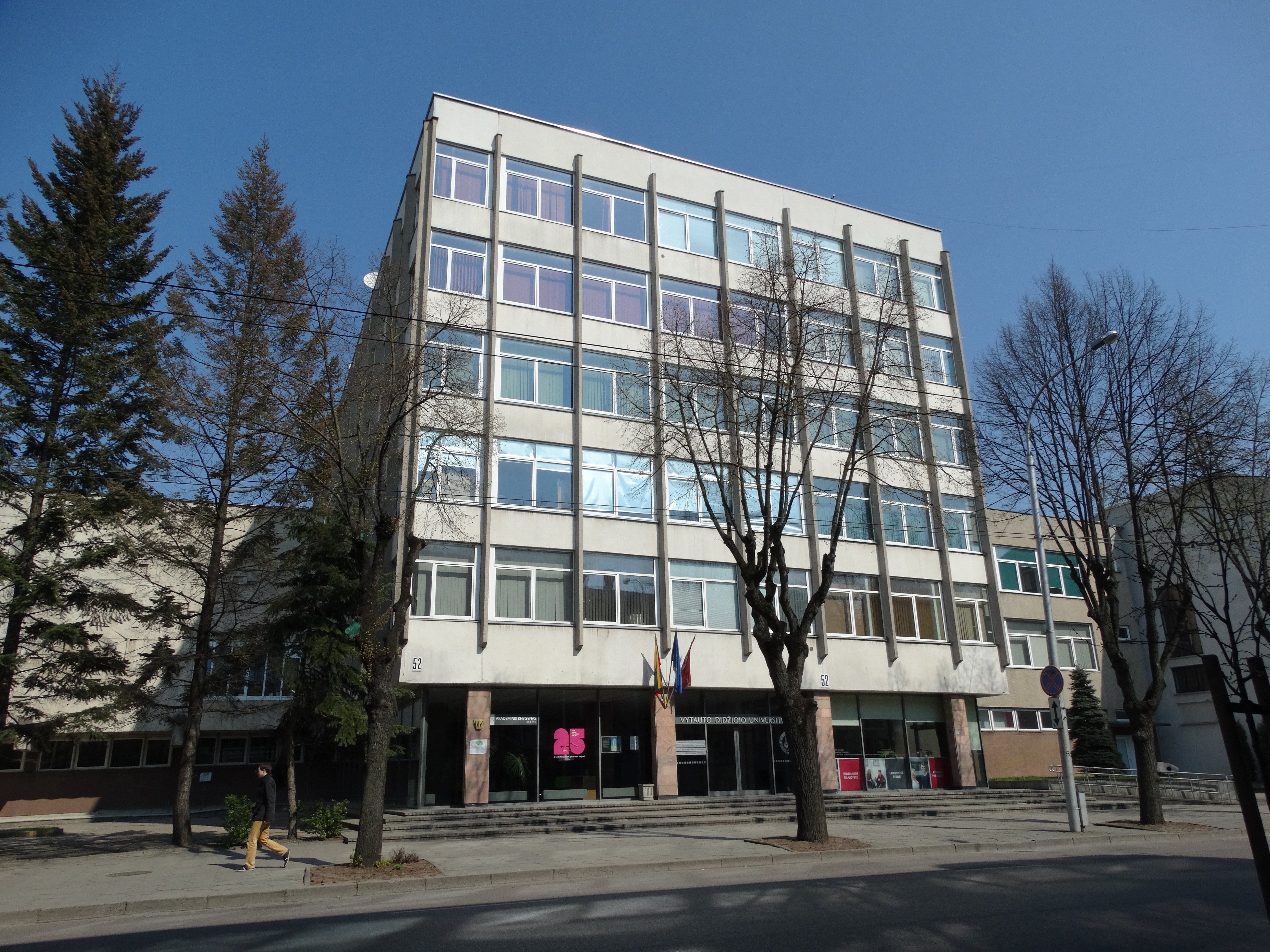
Bibliothek

Die Vytautas-Magnus-Universitätsbibliothek (lit. Vytauto Didžiojo universiteto biblioteka, VDUB) ist eine Universitätsbibliothek in der Stadt Kaunas, Litauen. Sie gehört der Vytautas-Magnus-Universität (VDU). Die Bibliothek ist die älteste Bibliothek in Kaunas. Sie befindet sich im Zentrum der Stadt Kaunas, Donelaičio g. 52.
Die Bibliothek wurde 1923 als Lietuvos universiteto mokslinė biblioteka errichtet.
Von 1923 bis 1944 wurde sie von Prof. Vaclovas Biržiška geleitet.